# ناحیه کاندیت، شهرستان شمپین، ایلینوی
ناحیه کاندیت، شهرستان شمپین، ایلینوی (به انگلیسی: Condit Township) یک منطقهٔ مسکونی در ایالات متحده آمریکا است که در شهرستان شمپین، ایلینوی واقع شده‌است. ناحیه کاندیت ۵۰۰ نفر جمعیت دارد و ۲۲۱ متر بالاتر از سطح دریا واقع شده‌است.